# لي جونغ-مين
لي جونغ-مين (الكورية: 이종민) هو لاعب كرة قدم كوري جنوبي في مركز الوسط، ولد في 1 سبتمبر 1983 في جيجو في كوريا الجنوبية. شارك مع منتخب كوريا الجنوبية تحت 20 سنة لكرة القدم ومنتخب كوريا الجنوبية تحت 23 سنة لكرة القدم ومنتخب كوريا الجنوبية لكرة القدم. أما مع النوادي، فقد لعب مع أولسان هيونداي وسوون سامسونغ بلووينغز ونادي سول ونادي غوانغجو.

## وصلات خارجية
- لي جونغ-مين على موقع الاتحاد الدولي (مؤرشف)  (الإنجليزية)
- لي جونغ-مين على موقع دوري كوريا الجنوبية (الإنجليزية)
- لي جونغ-مين على موقع قاعدة بيانات كرة القدم.إي يو (الإنجليزية)
- لي جونغ-مين على موقع ناشيونال فوتبول تيمز (الإنجليزية)
- لي جونغ-مين على موقع Soccerway.com (الإنجليزية)